# イズミック
株式会社イズミック（英: Izmic Corporation.）は、愛知県名古屋市中区に本社を置く酒類および食品商社。盛田株式会社の系列会社であり、MICSグループの中核企業である。

## 概要
1947年9月に創業した株式会社山泉商会が前身。現在のイズミックは2005年3月1日に新設分割により誕生した2代目である。
主な業務は酒類および食品の卸売やショッピングサイト「イズミックワールド」の運営など。1971年（昭和46年）7月には日本最初のコンビニエンスストアチェーンとして、愛知県春日井市にココストア藤山台店(後にタックメイト藤山台店、2016年11月17日閉店)をオープンさせている。コンビニ事業は後に株式会社ココストアとして分社化した。またボランタリー・チェーン方式のコンビニエンスストア「タックメイト」も展開していたが、2012年6月1日をもってココストアに事業譲渡している。

## 沿革
- 1947年（昭和22年）9月 - 株式会社山泉商会として設立。[1]
- 1972年（昭和47年）7月5日 - 株式会社ココストア設立。[2]
- 1991年（平成3年）6月 - 株式会社イズミックに商号を変更。
- 2005年（平成17年）3月1日 - 旧・イズミックを新設分割により商号を盛田エンタプライズ株式会社とし、酒類食品卸売部門を新設会社である新・株式会社イズミックに継承。
- 2006年（平成18年）10月 - オザキ軽化学株式会社（現・MICS化学）をTOBにより盛田エンタプライズの子会社化。
- 2012年（平成24年）6月1日 - タックメイト事業をココストアに事業譲渡。
- 2015年（平成27年）5月11日-檜垣酒類（神戸市）の全株式を取得し子会社化[3]。8月1日-酒類食品卸売業（株）本村商店（本社：福岡県久留米市、下川拓真社長）の全株式を取得し子会社化。同日付で社名も（株）本村イズミックに変更し、代表取締役には森重純一氏が就任。[4]

## 事業所
- 本社（本店）（名古屋市中区）
- 支店
  - 知立支店、豊橋支店、岐阜支店、三重支店、大阪支店、京阪支店、神戸支店、岡山支店、広島支店、熊本支店、中央支店（東京）、西支店（東京）、横浜支店
- 営業所
  - 富士営業所、浜松営業所、伊勢営業所、大阪西営業所、奈良営業所、舞浜営業所、福岡営業所、埼玉営業所
- 配送センター
  - 中部統合物流センター、豊田共配センター、南部物流センター、舞浜配送センター、チルドフローズン瀬戸センター、近畿共配センター

## 関連企業
- ワダカン
- 盛田金しゃちビール - 地ビール製造企業。2008年9月1日には盛田金しゃちビール〔初代〕よりビール製造部門がワダカンに継承され、同社の盛田金しゃちビール事業部[5]となったが、2016年4月に会社分割され、盛田金しゃちビール〔二代目〕が設立された[6]。